# 이신의 선생 묘 및 신도비
이신의 선생 묘 및 신도비는 경기도 고양시 덕양구 도내동에 있다. 1986년 6월 16일 고양시의 향토문화재 제14호로 지정되었다.

## 개요
조선조 중기의 의병장+학자+문신인 이신의 선생의 묘와 우암 송시열이 지은 신도비가 소재+문인석+상석 등이 배치되어 있다.